# La Leçon de piano (Matisse)
Pour les articles homonymes, voir La Leçon de piano.
La Leçon de piano est un tableau réalisé par le peintre français Henri Matisse en 1916 à Issy-les-Moulineaux. Cette huile sur toile représente le fils de l'artiste, Pierre Matisse, assis derrière un piano sous la peinture Femme au tabouret, près d'une fenêtre. Elle est conservée au Museum of Modern Art, à New York.
Ici exécuté avec peu de détails en grands pans colorés, le thème est repris par Matisse quelques mois plus tard, selon un traitement nettement plus naturaliste, dans La Leçon de musique, qui se trouve à la Fondation Barnes, à Philadelphie.

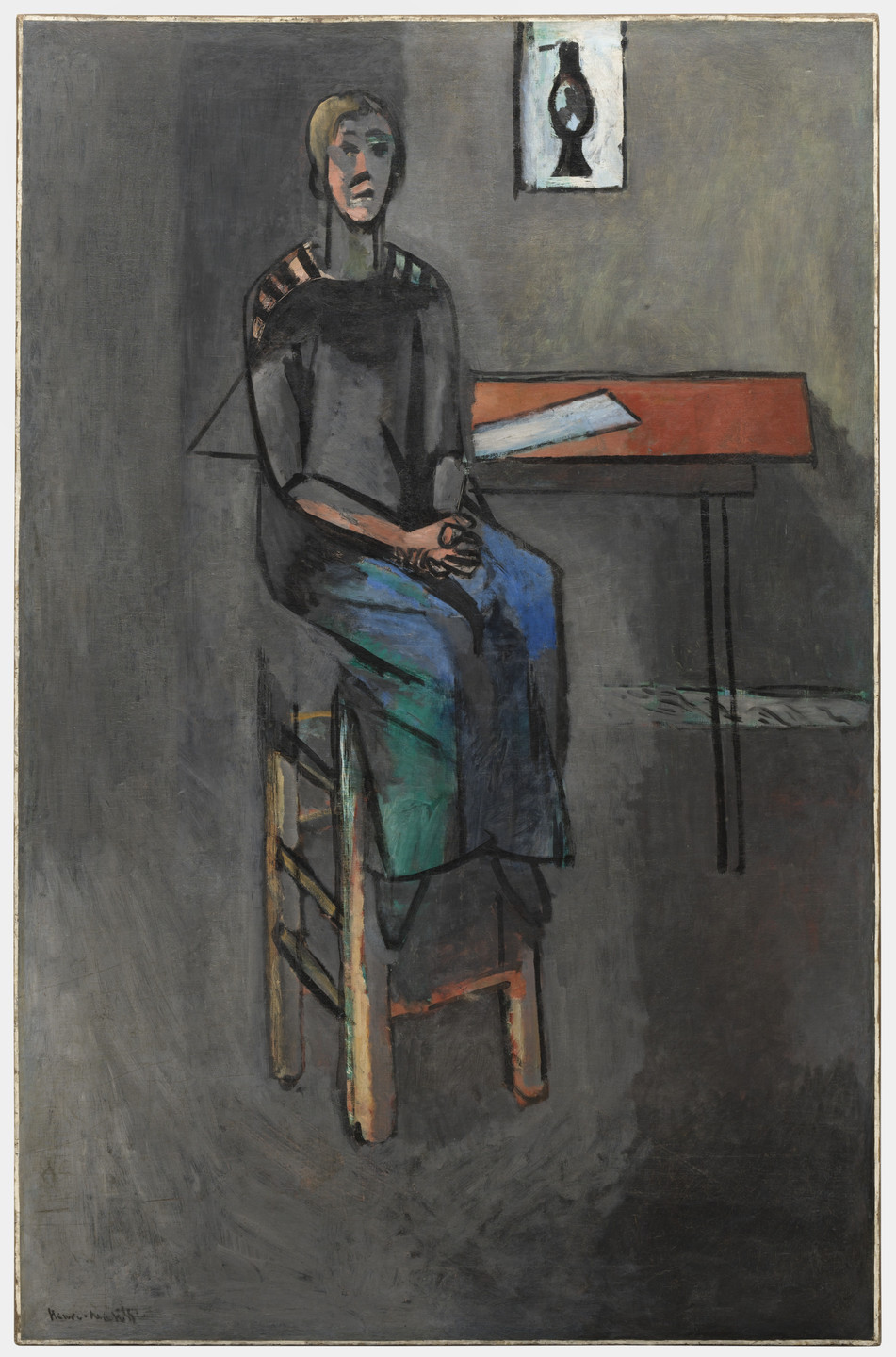
Femme au tabouret, 1914 – Museum of Modern Art, New York.
La Leçon de musique, 1917 – Fondation Barnes, Philadelphie.